# شهرستان الیس (کانزاس)
شهرستان الیس، کانزاس (به انگلیسی: Ellis County, Kansas) شهرستانی در ایالات متحده آمریکا است که در کانزاس واقع شده‌است.

## نگارخانه

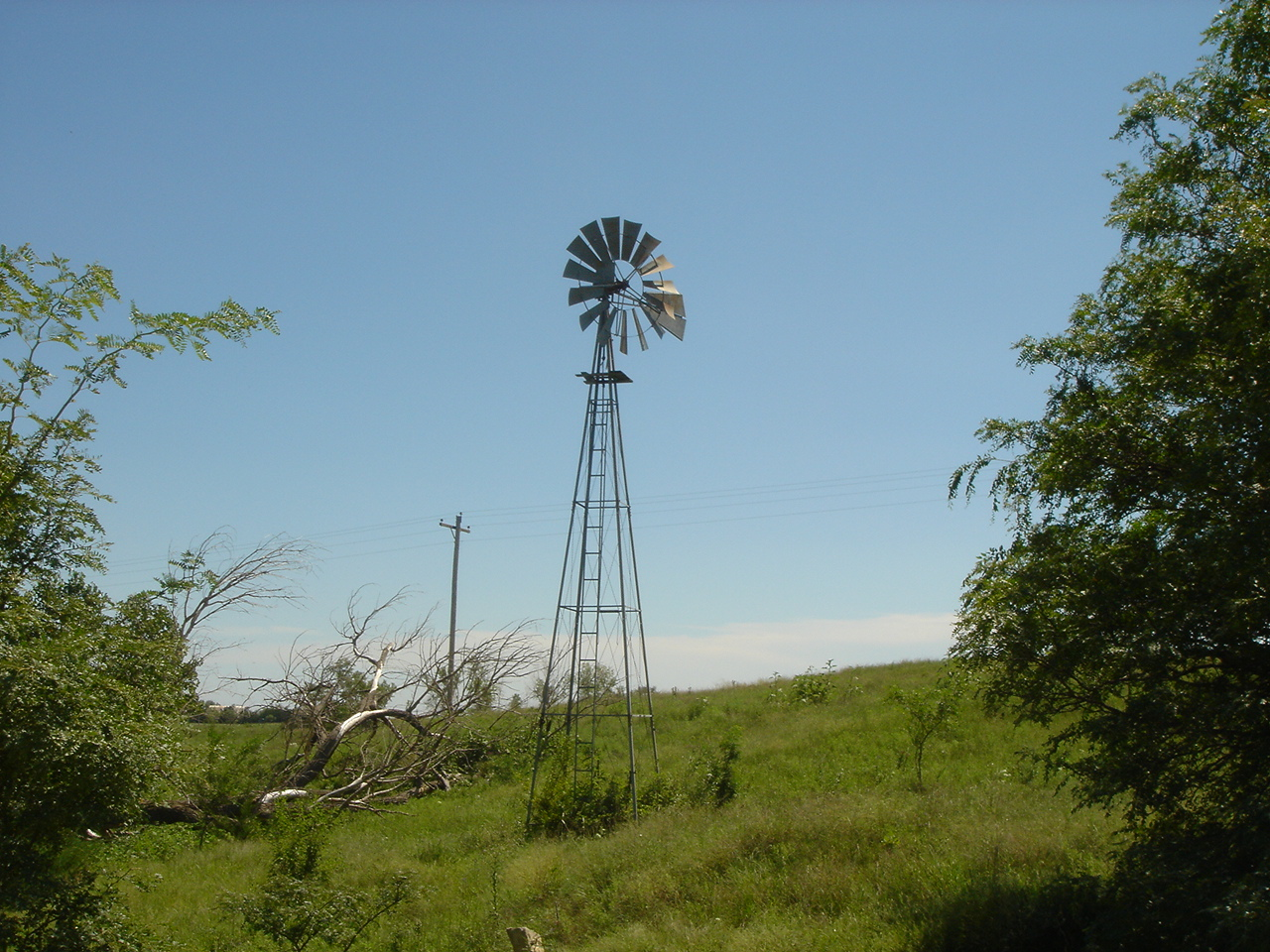